# Liste der Baudenkmäler in Bobingen
Auf dieser Seite sind die Baudenkmäler in der schwäbischen Stadt Bobingen zusammengestellt. Diese Tabelle ist eine Teilliste der Liste der Baudenkmäler in Bayern. Grundlage ist die Bayerische Denkmalliste, die auf Basis des Bayerischen Denkmalschutzgesetzes vom 1. Oktober 1973 erstmals erstellt wurde und seither durch das Bayerische Landesamt für Denkmalpflege geführt wird. Die folgenden Angaben ersetzen nicht die rechtsverbindliche Auskunft der Denkmalschutzbehörde.

## Baudenkmäler nach Ortsteilen

### Bobingen
| Lage                                              | Objekt                                                                     | Beschreibung | Akten-Nr.              | Bild                                                                       |
| ------------------------------------------------- | -------------------------------------------------------------------------- | --- | ---------------------- | -------------------------------------------------------------------------- |
| Augsburger Straße (bei Nr. 26) (Standort)         | Wegkapelle                                                                 | Ehem. Leonhardskapelle, Apsidialraum mit erhöhtem Vorraum und hoher Rundbogenöffnung, um 1755, Umgestaltung als Herrgottsruh-Kapelle um 1857. | D-7-72-125-2           | weitere Bilder                                                             |
| Hochstraße (bei Nr. 53, 55) (Standort)            | Sühnekreuz                                                                 | Tuffstein, spätmittelalterlich. | D-7-72-125-6 Wikidata  | Sühnekreuz                                                                 |
| Hochstraße 61 (Standort)                          | Ehemaliger Zehntstadel des Reichsstifts St. Ulrich und Afra                | Stattlicher zweigeschossiger Massivbau mit Steilsatteldach und Korbbogen-Tennentor, bez. 1682, Umbau zu einem Stadtbauernhof, wohl nach 1833, später in Teilen verändert. | D-7-72-125-7 Wikidata  | Ehemaliger Zehntstadel des Reichsstifts St. Ulrich und Afra                |
| Lindauer Straße 8 (Standort)                      | Ehem. Bauern- und Handwerkerhaus                                           | Zweigeschossiger, giebelständiger Satteldachbau mit Eckrustika, Giebelgesimsen und pilastergerahmtem Wandbild, um 1713/23. | D-7-72-125-9 Wikidata  | Ehem. Bauern- und Handwerkerhaus                                           |
| Lindauer Straße 8 a Lindauer Straße 10 (Standort) | Cosimosinisches Schlösschen                                                | Zweigeschossiger, giebelständiger Bau mit Satteldach, zur Straße aufgesockelt, im Kern um 1540 (dendrologisch datiert), der eingeschossige Wirtschaftsteil 19. Jahrhundert. | D-7-72-125-29 Wikidata | weitere Bilder                                                             |
| Lindauer Straße 39 (Standort)                     | Katholische Wallfahrtskirche Unsere Liebe Frau                             | Saalbau mit abgeschrägten Ecken, eingezogenem Chor und Dachreiter mit geschweifter Haube, Rokokobau von Franz Kleinhans, 1749–51; mit Ausstattung. | D-7-72-125-10 Wikidata | weitere Bilder                                                             |
| Poststraße 22 (Standort)                          | Ehemaliges Oberes Schlösschen, später Wohnhaus mit Bäckerei                | Zweigeschossiger Walmdachbau mit Aufzugsgaube, 17./18. Jahrhundert. | D-7-72-125-11 Wikidata | weitere Bilder                                                             |
| Römerstraße 4 (Standort)                          | Katholische Pfarrkirche St. Felizitas                                      | Saalbau mit eingezogenem Chor und südlichem Turm mit Spitzhelm, Turmuntergeschosse und Teile des Langhauses um 1200, Chorneubau, Erweiterung des Langhauses und Turmerhöhung erste Hälfte 15. Jahrhundert, Barockisierung durch Martin Holzapfel 1719 und 1762 durch Hans Georg Kilian Holzapfel, Umgestaltung 1880; mit Ausstattung; Friedenskapelle, Rundbau mit Kuppelhaube, von Thomas Wechs, 1952. | D-7-72-125-12 Wikidata | Katholische Pfarrkirche St. Felizitas                                      |
| Römerstraße 4 (westlich der Kirche) (Standort)    | Bildstock-Kapelle                                                          | Rechteckbau mit drei Öffnungen und Pultdach, erste Hälfte 18. Jahrhundert. | D-7-72-125-13 Wikidata | weitere Bilder                                                             |
| Römerstraße 27, 29 (Standort)                     | Wohnstallhaus                                                              | Verputzter, zweigeschossiger Satteldachbau, im Kern wohl um 1723; Nebengebäude, wohl ehemalige Schmiede, verputzter, zweigeschossiger Satteldachbau, im Kern wohl Mitte 17. Jahrhundert, Umbau spätes 19. Jahrhundert | D-7-72-125-34          | BW                                                                         |
| Römerstraße 33, 35 (Standort)                     | Ehemaliges Mittleres Schlösschen                                           | Zweigeschossiger giebelständiger Bau mit Steilsatteldach, rundem Eckturm und polygonalem Eckerker, barocke Hausfigur des hl. Joseph im Giebel, nördlich ebenerdiger, schmaler Anbau, im Kern vermutlich um 1500, später mehrfach verändert, Inneres modern überformt. | D-7-72-125-14 Wikidata | weitere Bilder                                                             |
| Römerstraße 64 (Standort)                         | Katholische Kapelle St. Wolfgang und Wendelin, sogenannte Wendelinskapelle | Saalbau mit eingezogenem Chor und Dachreiter mit Zwiebelhaube, 1520/23, Dachstuhl 1673; mit Ausstattung. | D-7-72-125-1 Wikidata  | Katholische Kapelle St. Wolfgang und Wendelin, sogenannte Wendelinskapelle |
| Römerstraße 73 (Standort)                         | Ehemaliges Unteres Schlösschen                                             | Zweigeschossiger Bau mit Steilsatteldach, Ecklisenen, Gesimsen und halbrunder Exedra, im Kern 1543/44, 1601 erweitert, um 1725 grundlegend erneuert. | D-7-72-125-16 Wikidata | weitere Bilder                                                             |

### Burgwalden
| Lage                          | Objekt                                                        | Beschreibung | Akten-Nr.              | Bild           |
| ----------------------------- | ------------------------------------------------------------- | --- | ---------------------- | -------------- |
| Anhauser Straße 3 (Standort)  | Gasthaus                                                      | Zweigeschossiger Bau mit Satteldach und zwei Aufzugsöffnungen, 18. Jahrhundert. | D-7-72-125-18 Wikidata | weitere Bilder |
| Engelshofer Straße (Standort) | Katholische Filialkirche Unsere Liebe Frau und St. Franziskus | Saalbau mit leicht eingezogenem Chor und nördlichem Turm mit Spitzhelm, Langhausmauer und Turmunterbau um 1400, Neubau 1513, Wiederherstellung 1689; mit Ausstattung; Friedhofsmauer. | D-7-72-125-17 Wikidata | weitere Bilder |

### Reinhartshausen
| Lage                            | Objekt                                 | Beschreibung | Akten-Nr.              | Bild                       |
| ------------------------------- | -------------------------------------- | --- | ---------------------- | -------------------------- |
| Spettinger Straße 26 (Standort) | Friedhofskapelle St. Maria             | Rechteckbau mit dreiseitigem Schluss und Dachreiter mit Zeltdach, 1835; mit Ausstattung; Lourdesgrotte, 19. Jahrhundert.                           | D-7-72-125-21 Wikidata | Friedhofskapelle St. Maria |
| Waldberger Straße 1 (Standort)  | Katholische Pfarrkirche St. Laurentius | Saalbau mit eingezogenem Chor und nördlichem Turm mit Zwiebelhaube, barocker Neubau von Joseph Dossenberger dem Älteren, 1739/42; mit Ausstattung. | D-7-72-125-20 Wikidata | weitere Bilder             |
| Waldberger Straße 2 (Standort)  | Pfarrhaus                              | Zweigeschossiger Satteldachbau, 1772/74. | D-7-72-125-23 Wikidata | Pfarrhaus                  |

### Straßberg
| Lage                                | Objekt                                 | Beschreibung | Akten-Nr.              | Bild           |
| ----------------------------------- | -------------------------------------- | --- | ---------------------- | -------------- |
| Frieda-Forster-Straße 13 (Standort) | Katholische Pfarrkirche Heiliges Kreuz | Saalbau mit eingezogenem Chor und südöstlichem Turm, vom Neubau von Max Treu 1872/73 der Chor erhalten, Langhaus nach Plänen von Georg W. Barnert, 1957/58; mit Ausstattung. | D-7-72-125-24 Wikidata | weitere Bilder |
| Ludger-Hölker-Straße (Standort)     | Friedhofskapelle                       | Rechteckbau mit dreiseitigem Schluss und Dachreiter mit Spitzhelm, Ende 19. Jahrhundert; mit Ausstattung.                                                                    | D-7-72-125-25 Wikidata | weitere Bilder |
| Schloßberg 7 (Standort)             | Ehemaliges Schloss                     | Fünfgeschossiger Walmdachbau mit Mittelrisalit und Runderkern, Neubau von Karl Albert Gollwitzer, 1880/81, stark erneuert; Ummauerung.                                       | D-7-72-125-26 Wikidata | weitere Bilder |

### Waldberg
| Lage                      | Objekt                                                                                | Beschreibung | Akten-Nr.              | Bild           |
| ------------------------- | ------------------------------------------------------------------------------------- | --- | ---------------------- | -------------- |
| Bauernstraße 3 (Standort) | Katholische Pfarrkirche heilige Dreifaltigkeit, heilige Radegundis und heiliger Vitus | Chorturmkirche, zentralisierender Saalbau mit östlichem Turm mit Zeltdach, Neubau in ländlichem Klassizismus, 1817 von Johann Michael Voit; mit Ausstattung. | D-7-72-125-28 Wikidata | weitere Bilder |

## Ehemalige Baudenkmäler
In diesem Abschnitt sind Objekte aufgeführt, die früher einmal in der Denkmalliste eingetragen waren, jetzt aber nicht mehr. Objekte, die in anderem Zusammenhang – also z. B. als Teil eines Baudenkmals – weiter eingetragen sind, sollen hier nicht aufgeführt werden. Aktennummern in diesem Abschnitt sind ehemalige, jetzt nicht mehr gültige Aktennummern.

| Lage                                             | Objekt                | Beschreibung                                                                                   | Akten-Nr.              | Bild       |
| ------------------------------------------------ | --------------------- | ---------------------------------------------------------------------------------------------- | ---------------------- | ---------- |
| Bobingen Hochstraße 25 (Standort)                | Bauernhaus            | Massiver Satteldachbau, zweite Hälfte 18. Jahrhundert, mit Hausfigur heiliger Sebastian, 1763. | D-7-72-125-5           | BW         |
| Bobingen Wertachstraße 55 (Standort)             | Hausfiguren-Gruppe    | Heilige Familie, um 1770 von Lorenz Luidl.                                                     | D-7-72-125-8           | BW         |
| Burgwalden Galgenbergstraße 4 (Standort)         | Fuggersches Forsthaus | Zweigeschossiger Satteldachbau, 1839, stark erneuert.                                          | D-7-72-125-19 Wikidata | BW         |
| Reinhartshausen Von-Lotzbeck-Straße 1 (Standort) | Bauernhaus            | Wohnteil mit Steilsatteldach und Giebelgesimsen, 18./19. Jahrhundert.                          | D-7-72-125-22          | Bauernhaus |

## Abgegangene Baudenkmäler
In diesem Abschnitt sind Objekte aufgeführt, die früher einmal in der Denkmalliste eingetragen waren, jetzt aber nicht mehr existieren, z. B. weil sie abgebrochen wurden. Aktennummern in diesem Abschnitt sind ehemalige, jetzt nicht mehr gültige Aktennummern.

| Lage                               | Objekt     | Beschreibung                  | Akten-Nr.              | Bild |
| ---------------------------------- | ---------- | ----------------------------- | ---------------------- | ---- |
| Bobingen Römerstraße 59 (Standort) | Bauernhaus | Erste Hälfte 18. Jahrhundert. | D-7-72-125-15 Wikidata | BW   |